# Derindere
Derindere (türkisch für tiefer Bach) ist ein Dorf (Köy) im Landkreis Pülümür der türkischen Provinz Tunceli. Im Jahr 2011 lebten 59 Menschen in Derindere. Der ursprüngliche Name lautete Karsolar. Heute wird das Dorf auch Karsku genannt.